# Flow (mentale toestand)

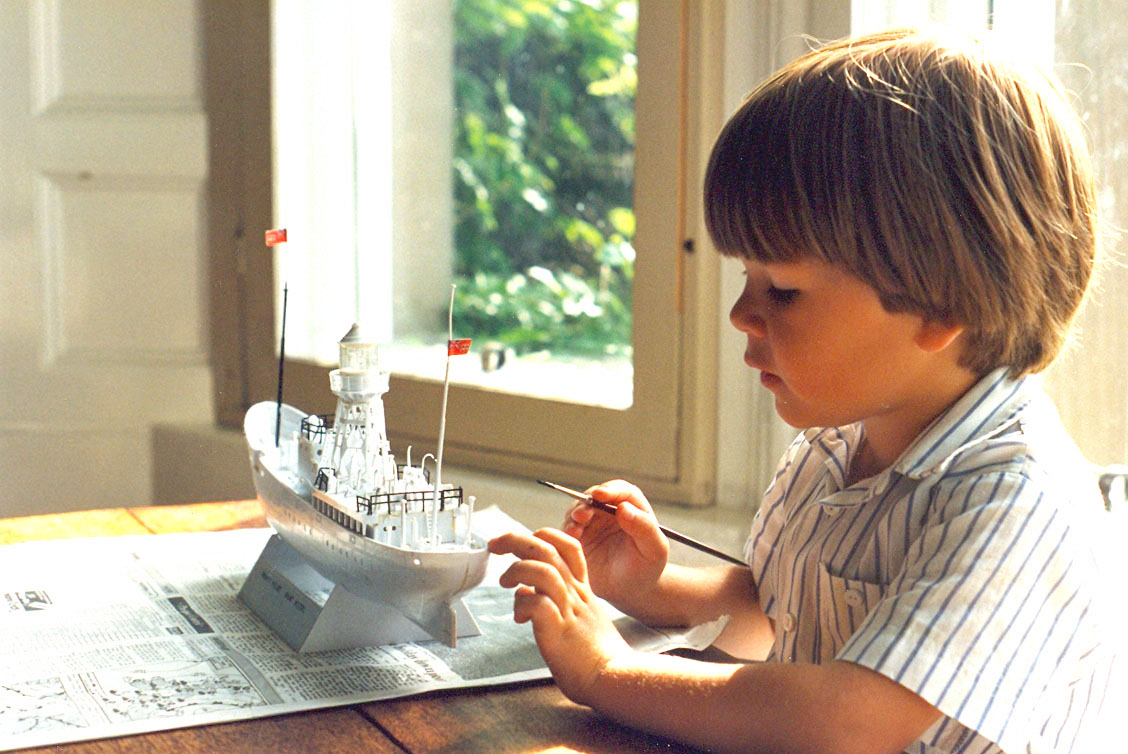
Het geconcentreerd beschilderen van een modelschip.

Flow refereert aan een mentale toestand waarin een persoon volledig opgaat in zijn of haar bezigheden. Flow wordt gekenmerkt door op de betreffende acties gerichte energie en activiteit, volledige betrokkenheid daarbij, alsmede het feit dat men de activiteiten succesvol uitvoert. Mensen in de staat van flow kunnen boven hun bekende vermogens uitstijgen en sneller leren en nieuwe inzichten verkrijgen. De belangrijkste theoreticus achter dit concept en de bedenker ervan is de Amerikaanse psycholoog Mihály Csíkszentmihályi.
Flow is een belangrijk concept in de zogenoemde positieve psychologie, waarvan Csíkszentmihályi (naast Martin Seligman) de belangrijkste proponent is. Flow wordt zo genoemd omdat enkele personen die door Csíkszentmihályi werden geïnterviewd voor zijn in 1975 verschenen boek over flow het bij wijze van metafoor hadden over een "stroom die hen meevoerde". In die zin is de term niet gerelateerd aan de uitdrukking "Go with the flow", die betekent dat men zich aan de omstandigheden aanpast of zich conformeert aan anderen.

## Kenmerken vanflow
Volgens Csíkszentmihályi bestaat het gevoel van flow uit ten minste een aantal van de volgende acht kenmerken:
1. Een duidelijk doel;
2. Concentratie en doelgerichtheid;
3. Verlies van zelfbewustzijn: men gaat volledig op in de activiteit en vergeet zichzelf;
4. Verlies van tijdsbesef: de tijd vliegt voorbij;
5. Directe feedback: succes en falen ten aanzien van de activiteit zijn onmiddellijk duidelijk, zodat men daarop het eigen handelen direct kan aanpassen;
6. Evenwicht tussen de eigen vaardigheid en de activiteit: de bezigheden zijn heel uitdagend, maar nét niet te moeilijk om met succes uit te voeren;
7. Een gevoel van persoonlijke controle over de situatie of activiteit;
8. De activiteit is intrinsiek belonend, bijvoorbeeld erg leuk.

Met Flow-vergelijkbare concepten en ervaringen zijn terug te vinden in oosterse spirituele tradities zoals het Boeddhisme en het Taoïsme. Voorts kennen veel sporters flow uit eigen ervaring, bijvoorbeeld als ze een partij tennis spelen met een tegenstander die het uiterste van hem vergt.

## Het streven naarflow

De verschillende mentale staten waarin men kan verkeren, volgens het Ervaringsfluctuatiemodel (Experience Fluctuation Model) van o.a. Mihály Csíkszentmihályi. Op de horizontale as staat de mate van bekwaamheid en op de verticale as de moeilijkheid. Het is belangrijk om naar de zone rechtsboven te streven (dus hoge bekwaamheid en hoge moeilijkheidsgraad). De zone linksonder dient men te vermijden.

Een staat van flow wordt geassocieerd met het streven om een bepaald doel te bereiken, zoals het schilderen van een schilderij, het bespelen van een instrument of uitoefenen van sport. Ook een uitdagende taak op het werk of werken aan een scriptie, masterthesis of proefschrift kunnen tot een staat van flow leiden. Deze toestand wordt gerealiseerd als er sprake is van:
- een duidelijk doel met een manier om dit doel te bereiken en intrinsieke motivatie.
- een optimale balans tussen de moeilijkheid van een taak en de specifieke vaardigheden van de persoon in kwestie die zich ervan bewust de taak succesvol te kunnen volbrengen.
- bij het uitvoeren de persoon direct feedback krijgt van de prestatie zodat deze de manier waarop deze wordt uitgevoerd direct kan aanpassen.
- de persoon zich volledig op de taak richt en alle aandacht, gedachten, intenties en gevoelens hierbij betrekt.

Om de flow vast te houden zal de persoon het zichzelf steeds een stukje moeilijker moeten maken omdat anders toch de verveling weer intreedt. Wanneer iemand bijvoorbeeld leert schaken, speelt deze eerst tegen een tegenstander die weliswaar beter is maar met een niet al te groot niveauverschil. Wanneer hij of zij deze tegenspeler leert verslaan, wordt een tegenstander uitgekozen die weer een hoger niveau heeft.
In 2013 publiceerde Owen Schaffer een definitie van een taak die iemand in een flow kan krijgen. Een persoon kan in een flow komen als deze:
- Weet welke taak uitgevoerd moet worden;
- Weet hoe deze uitgevoerd moet worden;
- Constant merkt wat goed en niet goed gaat en meteen ziet hoe te verbeteren;
- Weet waar deze heen moet (in het geval navigatie nodig is);
- De taak als moeilijk ziet;
- Zichzelf als bekwaam ziet om de taak uit te voeren
- Vrij is van afleiding.

Flow kan er toe leiden dat iemand lange dagen maakt en soms ook ´s nachts doorwerkt, wat soms in de omgeving tot onbegrip of bezorgdheid kan leiden. Ook kan iemand die in flow is soms negatief reageren als hij of zij gestoord wordt of door de werkgever van de taak wordt ontlast.
De andere mentale staten waarin men kan verkeren als men niet in flow is, zijn:
- Arousal of opwinding bij gemiddeld vaardigheidsniveau maar hoge uitdaging. De taak is net te hoog gegrepen wat leidt tot stress.
- Bezorgdheid bij laag vaardigheidsniveau´s en hoge uitdaging. De taak is niet doenlijk, of de werk- of tijdsdruk zijn te hoog. Stress neemt zodanig toe dat er risico op burn-out bestaat, bovendien neemt de kans op (grote) fouten eveneens toe.
- Piekeren bij laag vaardigheidsniveau en gemiddelde uitdaging. De taak bezorgt stress omdat deze net te hoog gegrepen is, bovendien wordt deze als minder leuk ervaren.
- Apathie bij laag vaardigheidsniveau en lage uitdaging. Hoewel men de taak makkelijk aankan wordt deze door het lage uitdagingsniveau als niet interessant gezien. Het risico van een bore-out ligt op de loer, bovendien neemt ook hier het risico op fouten toe omdat men minder aandacht aan de taak besteedt.
- Verveling bij gemiddeld vaardigheidsniveau en laag uitdagingsniveau. De taak wordt als vervelend gezien omdat deze veel te makkelijk is. Door verslapping van de aandacht bestaat het risico op fouten.
- Ontspanning bij hoog vaardigheidsniveau en laag uitdagingsniveau. De taak is een automatisme geworden en vergt hoegenaamd geen enkele inspanning. Men kan hier denken aan autorijden, breien of haken. Ook hier bestaat een risico op fouten door het verslappen van de uitdaging, bijvoorbeeld polderblindheid bij autorijden.
- Controle bij hoog vaardigheidsniveau en gemiddeld uitdagingsniveau. De taak wordt als makkelijk gezien en de verrichter heeft zijn werk onder controle.

Het tegenovergestelde van flow is apathie, verveling of piekeren en dat uiteindelijk zelfs depressie en verslaving kan leiden. Niks doen is daarmee het slechtste dat men kan doen. Ook moet men zich ervan bewust zijn dat het te veel richten op plezier en genot een doodlopende weg is aangezien dit slechts tijdelijk werkt. De ontspannende bezigheid zal niet meer boeien waarna de apathie intreedt. Dit soort problematiek kan spelen bij werkloosheid, of bij een werk dat men als volstrekt niet uitdagend ervaart. Dat is dus de verkeerde afleiding. Ook een te hoog stressniveau is niet goed en kan tot een burn-out of een vlucht in verslavende middelen leiden. Ook kan de stress bij zowel een te hoge (bezorgdheid) als te lage (apathie) tot deviant gedrag leiden.

## Persoonlijkheid
Het begrip flow is sterk gerelateerd aan de persoonlijke ontwikkeling en het karakter. Een taak die op een bepaald moment uitdagend is en Flow teweeg kan brengen, zal naarmate de kennis en ervaring toenemen meer en meer routinewerk worden. Wellicht zal de taak de persoon na een aantal keer of na enkele jaren niet meer kunnen boeien. 
Sommige personen nemen dit voor lief en zijn tevreden met werk dat weinig uitdaging biedt. Anderen zoeken zelf constant naar uitdaging en hiermee naar een nieuwe taak die Flow teweeg kan brengen. Dit is een kenmerk van de zogenaamde 'autotelische persoonlijkheid' (van het Griekse αὐτός autos, 'zelf' and τέλος telos, 'doel'). Iemand die autotelisch is zoekt dus constant zelf naar nieuwe doelen of uitdagingen. Wanneer een doel is bereikt of een taak niet langer als uitdagend wordt beschouwd, zal een autotelisch persoon (zelf) op zoek gaan naar een nieuwe uitdaging.
Autotelische personen kunnen een aanwinst zijn voor een bedrijf omdat ze zelf constant nieuwe uitdagingen zoeken en geneigd zijn in uitdagende taken goed te presteren omdat ze Flow "bereiken". Hier zit echter ook een keerzijde aan, daar ze de neiging kunnen vertonen de minder uitdagende taken te verwaarlozen. Bovendien zullen ze, wanneer de werkgever geen verdere uitdagingen meer kan of wil bieden, gedemotiveerd raken en geneigd zijn van baan te wisselen. Sommige autotelische personen zijn dan ook jobhoppers.